# 734 Бенда
734 Бенда (734 Benda) — астероїд головного поясу, відкритий 11 жовтня 1912 року.
Тіссеранів параметр щодо Юпітера — 3,193.